# Санта Маргерита (Верона)
Санта Маргерита је насеље у Италији у округу Верона, региону Венето.
Према процени из 2011. у насељу је живело 98 становника. Насеље се налази на надморској висини од 378 м.